# Улица Сулхан-Сабы Орбелиани
Улица Сулхан-Сабы Орбелиани (груз. სულხან-საბა ორბელიანის ქუჩა) — короткая (230 м) улица в Тбилиси, в историческом районе Мтацминда, идёт от улицы Георгия Леонидзе и, совершив поворот, выходит к улице Павла Ингороквы.

## История

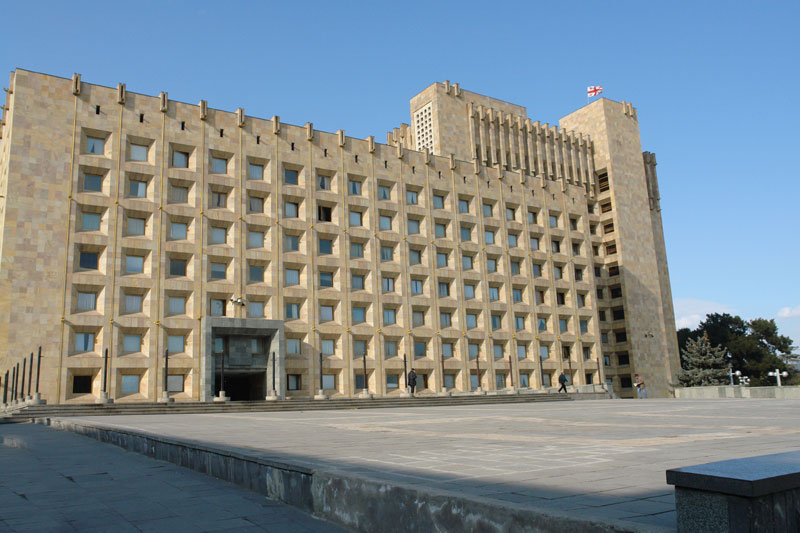
Национальная канцелярия

Современное название в честь грузинского писателя Сулхан-Сабы Орбелиани (1658—1725). Прежнее название Ираклиевская (по имени местного жителя князя Ираклия Грузинского (1826—1882)), затем — Фрейлинская.
Первоначально вела в парк российского наместника на Кавказе. В советское время на части парковой территории были возведены старое (1930) и новое (1989, ныне — Национальная канцелярия) здания ЦК КП Грузинской ССР.

## Достопримечательности
В 1888—1889 годах в д. 7 на улице располагалась редакция газеты «Иверия», издаваемой Ильёй Чавчавадзе (мемориальная доска).

## Известные жители
д. 2 — князь Ираклий Александрович Грузинский, князь Иван Дмитриевич Ратиев.
д. 3 — Давид Сараджишвили
д. 7 — Александр Мелик-Азарянц
д. 9 — Леонид Габуния
д. 33 — Арменуи Овеян
Иосиф Сталин